# Episodi di Nero a metà (prima stagione)
La prima stagione della serie televisiva Nero a metà, composta da 12 episodi, è stata trasmessa in prima visione e in prima serata su Rai 1 dal 19 novembre al 17 dicembre 2018.
| nº | Titolo                                           | Prima TV         |
| -- | ------------------------------------------------ | ---------------- |
| 1  | L'apparenza inganna - Parte I                    | 19 novembre 2018 |
| 2  | L'apparenza inganna - Parte II                   | 19 novembre 2018 |
| 3  | Una volta di troppo                              | 26 novembre 2018 |
| 4  | Una notte senza stelle                           | 26 novembre 2018 |
| 5  | Sorelle                                          | 3 dicembre 2018  |
| 6  | Per amore                                        | 3 dicembre 2018  |
| 7  | Una canzone per te                               | 10 dicembre 2018 |
| 8  | Una famiglia tranquilla                          | 10 dicembre 2018 |
| 9  | Viva gli sposi                                   | 13 dicembre 2018 |
| 10 | Le verità nascoste                               | 13 dicembre 2018 |
| 11 | Una questione in sospeso (prima e seconda parte) | 17 dicembre 2018 |
| 12 | Una questione in sospeso (prima e seconda parte) | 17 dicembre 2018 |

## L'apparenza inganna - Parte I
L'ispettore Guerrieri e il sovrintendente Muzo ai Mercati dell'Esquilino inseguono un ragazzo di colore sospettato di spaccio ma non riescono a fermarlo e il suo complice, individuato in Manlio Di Giacomo, alla guida di un furgone di surgelati fa cadere per strada il cadavere del suo datore di lavoro Quintino Rettori prima di dileguarsi. Per coincidenza il ragazzo di colore si era imbattuto in Alba, figlia di Guerrieri, invaghendosi di lei. Grazie a un informatore Guerrieri trova e ferma Di Giacomo e il nero che si rivela essere Malik Soprani, agente dell'antidroga sotto copertura. I due interrogano lo spacciatore che nega di aver ucciso Rettori e poi iniziano a collaborare al caso. 
Rettori, chiuso nel furgone dopo essere stato colpito con un tubo, si era risvegliato e aveva provato a mandare alla moglie un video messaggio che però non era partito: le arriverà soltanto dopo che la scientifica avrà riattivato il dispositivo. La fidanzata di Di Giacomo gli fornisce un alibi riguardo alla sera dell'omicidio e così per lui rimane solo l'accusa di spaccio. 
- Altri interpreti: Luca Angeletti (Manlio Di Giacomo), Giorgia Cardaci (vedova di Rettori), Daniele Monterosi (poliziotto identikit), Angelo Monacelli (Angelo, capo della scientifica), Ferruccio Ferrante (Quintino Rettori).

## L'apparenza inganna - Parte II
Nella fabbrica di Rettori viene trovata una ragazza nigeriana, Monique Abadou, protetta dall'uomo e che usava un suo cellulare. La clandestina racconta di essere tornata in Italia senza permesso di soggiorno per cercare il marito e il fratello che lavoravano da Rettori. Malik, dopo averla affidata a sua madre, senza il permesso del Questore entra in uno stabile occupato da clandestini, trova i cadaveri dei due nigeriani e viene assalito e quasi fatto annegare da Fiorito, proprietario dell'immobile. Guerrieri e Cantabella, insospettiti per l'assenza del collega in ufficio e intuendo che possa non aver atteso il permesso del Questore, si precipitano sul posto e riescono a salvarlo. Fiorito confessa di aver occultato i corpi dei due nigeriani morti per delle esalazioni e di aver colpito Rettori alle spalle con un tubo di ferro perché lo voleva denunciare alla polizia.
Vista l'assegnazione temporanea di Malik alla DIA, Santagata, superiore di Guerrieri, decide di confermarlo in squadra. Guerrieri sembra essere preoccupato per la notizia del ritrovamento di ossa in un cantiere a Torrevecchia.
- Altri interpreti: Luca Angeletti (Manlio Di Giacomo), Massimiliano Franciosa (Fiorito), Martina Sammarco (Monique).
- Ascolti: telespettatori 6 013 000 – share 25,3%[1].

## Una volta di troppo
In aeroporto una valigia si apre cadendo e ne rotola fuori il corpo di una ragazza strangolata: è una ragazza ucraina di nome Irina che aveva lavorato per alcuni anni a Roma. La squadra scopre che era rimasta incinta del suo datore di lavoro, che si era rivolta a una clinica e che il bambino era stato affidato a Sergio, capo della sicurezza dell'aeroporto, che l'ha uccisa per le sue continue pretese di riavere il piccolo. 

Santagata saluta il commissariato perché va in pensione e tutta la squadra gli regala un cane. Alba sembra essere interessata a Malik nonostante sia appena andata a convivere con Riccardo, giovane avvocato, mentre Guerrieri, aiutato da Muzo, cerca di risolvere il problema del ritrovamento dei resti del cadavere di Danilo Bosca, amante di sua moglie Clara vent'anni prima, nel cantiere di Torrevecchia.
- Altri interpreti: Massimo De Santis (Sergio), Aurora Giovinazzo (Veronica), Bernardo Casertano (Parisi), Massimiliano Caprara (padre di Irina)

## Una notte senza stelle
In un sexy shop viene ritrovata una suora accoltellata e i sospetti ricadono su Ronat, spacciatore delle ragazzine della casa famiglia, ma la squadra risale infine a Federico Gelsa e Dora, una delle orfane, come autori del delitto.
Santagata viene sostituito da Micaela Carta, affascinante dirigente che ha una relazione sessuale con Malik di cui è stata insegnante; Muzo continua ad avere dei cali fisici; Alba cerca di respingere le avances di Malik ma i due alla fine finiscono a letto insieme; Cristina è stanca della relazione clandestina con Guerrieri; quest'ultimo fa sparire dall'archivio della Procura la denuncia di Bosca ma viene ripreso dalle telecamere.
- Altri interpreti: Diego Ribon (questore De Franchi), Domiziana Giovinazzo (Dora), Flaminia Lera (suor Elisa), Gilles Rocca (Danilo Bosca), Nicole Rega (Francesca), Valeria Di Paola (Ludovica), Vlad Alexandru Toma (Ronat Kanani).
- Ascolti: telespettatori 5 433 000 – share 23,5% [2].

## Sorelle
Viene ritrovato sotto Ponte Sant'Angelo il corpo di una donna nuda e il cognato, leggendo la notizia sui giornali, si presenta in commissariato dicendo che la donna, Sabrina, aveva subito un trapianto di midollo come sua moglie. Malik intuisce che il colpevole è l'ex fidanzato Tommaso Carsi, dottore con il quale Sabrina produceva sostanze stupefacenti; messo alle strette, Tommaso confessa di averla uccisa perché continuava a chiedergli soldi da dare alla sorella per le cure. A salvare la vita alla sorella sarà il barista Ilario Rocca, sospettato inizialmente dell'omicidio, proprio così come suo fratello gemello prima di morire aveva salvato Sabrina con una donazione di midollo.

La Carta inizia un'indagine riservata su Guerrieri e, per capire cosa c'entri lui con il caso dei resti, chiede aiuto a Soprani ma questi rifiuta perché non vuole fare la spia. Malik è sempre più preso da Alba e i due continuano a vedersi di nascosto.
- Altri interpreti: Diego Ribon (questore), Giulio Forges Davanzati (Tommaso Carsi), Mauro Meconi (Ilario Rocca), Lucia Bendia (Lara Fortis, sorella di Sabrina), Denis Campitelli (Mirko Gestri, cognato di Sabrina).

## Per amore
Carlo e Malik indagano sulla morte di Sandro, pericoloso e violento strozzino, e quando Malik trova la sua agenda, Carlo strappa una pagina. La Carta prova (anche con le minacce) a convincere Malik a indagare su Carlo ritenendolo colpevole della morte di Bosca, facendogli vedere il bossolo del proiettile con cui è morto: dagli esami balistici apparteneva alla pistola d'ordinanza di un poliziotto. Malik scopre che nella pagina strappata da Carlo c'era il nome di Ottavia, la sua informatrice, che Carlo voleva coprire sebbene lei sia innocente. Carlo si arrabbia con Malik per aver messo in discussione il suo modo di indagare. Malik non è più molto convinto dell'integrità di Carlo e accetta di indagare su di lui; comunque anche Carlo e Muzo vogliono scoprire la verità sulla morte di Bosca prima che lo faccia la sezione delitti insoluti, ma non sarà facile risalire alla pistola che ha ucciso Bosca dato che nel 1993 furono tutte sostituite nei dipartimenti. Malik e Carlo scoprono che a uccidere Sandro sono stati il padre e il fratello di Laura, la sua ex: Sandro la picchiava in continuazione ma dato che lei era troppo debole di carattere non ha mai avuto il coraggio di lasciarlo, dunque loro lo hanno ucciso per proteggerla. Carlo e Malik, dopo questa storia, convengono sul fatto che l'amore non sempre fa prendere le scelte giuste. Alice, la madre adottiva di Malik, gli chiede aiuto dato che un ragazzo di nome Ahmed, di cui lei si occupa, è scomparso. Cristina, l'amante di Carlo, ha finalmente lasciato il marito Franco. Malik, su esortazione della Carta, va a casa della sorella di Bosca per avere qualche informazione su di lui, e lei gli fa vedere una foto del fratello insieme alla sua amante Clara, la moglie scomparsa di Carlo, e così Malik scopre che Clara tradiva Carlo con Bosca.
- Altri interpreti: Paola Tiziana Cruciani (madre di Sandro Rovanti), Gaia Messerklinger (Laura Romini), Alfredo Pea (Signor Romini, padre di Laura), Luca Forlani (Nicola Romini fratello di Laura), Sebastiano Colla (Franco, marito di Cristina), Angelo Monacelli (Angelo), Maddalena Recino (Rossella Bosca, sorella di Danilo).
- Ascolti: telespettatori 5 411 000 – share 23,3%[3].

## Una canzone per te
Una ragazza viene ritrovata morta su un autobus turistico: la vittima si chiamava Viola, era una rapper, sembra che si sia suicidata buttandosi dalla finestra del suo appartamento e cadendo sull'autobus, ma Carlo, che indaga sul caso, è convinto che qualcuno l'abbia buttata giù uccidendola. Carlo chiede aiuto a Olga, la moglie di Muzo, che lavora nella sezione postale; lei informa la squadra che Viola stava indagando sui Blue Whale. Carlo e Malik arrestano l'assassino, Angelo, un curatore delle pericolose sfide di Blue Whale che Viola stava cercando di incastrare.
Malik inizia a indagare sulla morte di Bosca: secondo lui Carlo comunque non è colpevole, probabilmente voleva solo nascondere la verità ad Alba per evitare che scoprisse che la madre era un'adultera. La Carta decide di chiedere aiuto a Santagata, che si sta godendo la sua pensione, ma Malik la mette in guardia, perché Santagata era un caro amico di Carlo e probabilmente non farà mai nulla per danneggiarlo. Non ascoltando il consiglio di Malik, la Carta si rivolge a Santagata che però non le dà nessuna informazione; tra l'altro Santagata mette in guardia Carlo avvertendolo che la Carta e la sezione crimini insoluti stanno costruendo un caso contro di lui.
- Altri interpreti: Diego Ribon (questore), Aurora Giovinazzo (Veronica Carchi), Lana Vladi (Gemma Blue), Mario Scerbo (Angelo Fineschi), Chiara Vallo (Viola Carchi), Angelo Monacelli (Angelo),

## Una famiglia tranquilla
Carlo, Malik e Muzo indagano sulla morte di Cristiano, sgozzato dentro a una gioielleria, poi arrestano il suo complice, Luca, che ammette che volevano rapinare il negozio. Ma Carlo non gli crede, inoltre è ovvio che Luca non ha ucciso Cristiano, sebbene Carlo non se la senta di rilasciarlo; la Carta però non ha altra scelta, dato che di fatto il furto non c'è stato e quindi Luca non è colpevole di nulla e dunque il PM non convaliderebbe il fermo. Luca viene ritrovato morto, e alla fine Carlo scopre che Cristiano e Luca non volevano rapinare la gioielleria ma il negozio bazar cinese lì vicino dove viene gestita una banca clandestina. Il proprietario del bazar aveva ucciso Cristiano, ma c'era un terzo complice: il figlio del proprietario del bazar che voleva rubare i soldi che suo padre prestava, è stato infatti lui a uccidere Luca. Padre e figlio vengono arrestati, ma Carlo rimprovera la Carta perché se avesse esortato il PM a convalidare il fermo Luca ora sarebbe vivo.
Malik continua la sua indagine sull'omicidio di Bosca e la Carta lo informa che dagli esami balistici risulta che non è stata la vecchia pistola di Carlo a ucciderlo. Alba non amando più Riccardo decide di lasciarlo, tra l'altro Riccardo già da un po' sospettava che lei lo tradisse con Malik. Ora Alba e Malik diventano ufficialmente una coppia e Carlo li sorprende a baciarsi, e non sembra prendere bene la cosa.
- Altri interpreti: Moisé Curia (Luca Govini), Marco Mabritto (Carlo Guerrieri da giovane).
- Ascolti: telespettatori 5 226 000 – share 22,7%[4].

## Viva gli sposi
Carlo e la sua squadra devono risolvere il caso dell'omicidio di Hassan, gestore di un ristorante, che lavorava insieme alla moglie Petra, e scoprono che tra l'altro nonostante i bassi profitti del ristorante la vittima aveva ottime disponibilità economiche. Malik e la Carta, che iniziavano a sospettare che fosse stato Muzo a uccidere Bosca, fanno un test balistico e scoprono che non è stata la sua vecchia pistola a ucciderlo, quindi anche lui è innocente. Per Carlo non è facile accettare che Malik e Alba stiano insieme ma inizia a farsene una ragione. Alba trova un vecchio cofanetto di suo padre con dentro una pistola e un biglietto della madre, e da quello che c'è scritto sembra che Clara si sia tolta la vita. La ragazza rivela tutto a Malik: lei aveva sempre creduto che la madre fosse morta in un incidente su un traghetto e in effetti il corpo non è mai stato ritrovato. Intanto Carlo e gli altri scoprono che Hassan era in affari con la sua amante Gabriella, che si occupava di disbrigo di pratiche amministrative: loro due organizzavano matrimoni con interessi tra extracomunitari e donne italiane per ottenere il permesso di cittadinanza. Anche il matrimonio di Hassan e Petra era per interessi, poi Petra si è veramente innamorata di lui e, stufa dei suoi tradimenti, lo ha fatto uccidere dal suo complice, Angelo, il figlio della proprietaria del ristorante. Angelo e Petra vengono arrestati. Carlo e Muzo scoprono che Bosca è morto tre giorni prima della sparizione di Clara; in effetti Carlo non ha mai veramente creduto al fatto che sua moglie fosse morta. Carlo rivela tutto a Cristina: Bosca era uno spacciatore, lui e Clara gestivano insieme un giro di traffico di droga, e quando Carlo la sposò pensava di averla finalmente allontanata da Bosca, ma in seguito scoprì che i due non avevano mai smesso di essere amanti. Malik, dopo aver saputo da Alba della pistola che il padre nasconde nel cofanetto, inizia a sospettare che quella sia l'arma che è stata usata per uccidere Bosca, quindi ruba ad Alba le chiavi dell'appartamento di Carlo e una volta entrato trova la pistola e spara all'interno di un cilindro balistico per poter poi fare un confronto.
- Altri interpreti: Anna Ferzetti (Gabriella Simondi), Federica De Benedittis (Petra), Niccolò Gentili (Angelo Fabioli).

## Le verità nascoste
Orlando, rampollo di una delle famiglie più benestanti di Roma, viene ritrovato morto e la causa è shock anafilattico da amoxicillina. Come da testamento tutta l'eredità di famiglia, che era di sua proprietà, viene intestata al suo fidanzato Nicolò, un umile barista. A causa di ciò Carlo e Malik sospettano che lui abbia ucciso Orlando per avere il suo denaro. Alba scopre che Orlando stava per morire dato che gli era stato diagnosticato un glioblastoma, e quindi Carlo capisce che Orlando si è suicidato, e la sorella, pur sapendo la verità, non ha fatto nulla per fermarlo poiché voleva i soldi dell'eredità sperando veramente di poterli avere una volta che Nicolò fosse finito in prigione. Nicolò viene prosciolto dai capi d'accusa.
Carlo, grazie all'aiuto di Ottavia, rintraccia Logarzo, che un tempo spacciava droga insieme a Bosca. Logarzo ammette che Bosca non gli aveva mai rivelato chi fosse il suo fornitore. Carlo confessa a Muzo che Clara rubava la droga dai depositi del tribunale dove lavorava e la dava a Bosca; poi chiede qualche informazione a Nesti, il padre di una ragazza morta a causa della droga che Bosca e Clara vendevano, ma deceduta dopo la morte di Bosca e la sparizione di Clara: questo significa che i due avevano un terzo complice che ha continuato a far circolare la droga.
Cantabella, essendo innamorato da sempre della sua collega Cinzia, la quale è incinta in seguito ad una relazione con l'agente Matteo Lisi (che non ha mai voluto assumersi la responsabilità della gravidanza della ragazza) decide di lasciare la sua fidanzata per stare con lei. Con i proiettili della pistola che Carlo nascondeva in casa sua, usati da Malik per l'esame balistico, si scopre che quella è veramente l'arma che è stata usata per uccidere Bosca, quindi la Carta fa eseguire una perquisizione ufficiale in casa di Carlo e una volta trovata la pistola lui viene arrestato con l'accusa di essere l'assassino di Bosca.
- Altri interpreti: Giulia Lippi (Ornella Gloriani), Luigi Petrucci (Vittorio Gloriani), Gianni Bissaca (direttore del circolo), Stefano Ambrogi (Alessandro Logarzo), Paolo Gattini (Gregorio Nesti), Eugenio Mastrandrea (Nicolò Zanussi), Diego Ribon (Questore De Franchi).
- Ascolti: telespettatori 4 743 000 – share 21,2%[5].

## Una questione in sospeso
Dopo l'arresto del padre, Alba chiede a Riccardo di rappresentarlo come suo avvocato, e lui, nonostante sia ancora ferito per il modo in cui la ragazza lo ha lasciato, accetta di aiutare Carlo. Quest'ultimo spiega a Muzo che la pistola trovata nel suo appartamento era di suo padre: tra l'altro si tratta di un'arma non registrata e l'unica che sapeva dove Carlo la nascondesse era Clara, perciò viene avanzata l'ipotesi che Clara abbia rubato al marito la pistola, l'abbia usata per uccidere Bosca e poi l'abbia rimessa al solito posto. 
Mentre Cantabella e Cinzia sono in auto, un uomo di nome Bruno dà di matto in mezzo a una piazza. Cantabella lo immobilizza per poi ammanettarlo, ma poi Bruno muore. L'agente viene sospeso dal servizio con l'accusa di omicidio, dato che sia dalle cartelle cliniche sia dagli esami della scientifica non emerge che Bruno abbia fatto uso di droghe o che avesse problemi di salute. Muzo e Olga sono dell'opinione che il terzo complice di Bosca e Clara fosse un poliziotto, e questo spiegherebbe come facesse Bosca a entrare in possesso della droga riposta nei depositi giudiziari. Tutti sono all'oscuro del fatto che è stato Malik a consegnare alla Carta le prove con cui far arrestare Carlo, tranne Muzo: lui è l'unico che ha capito il ruolo che ha avuto Malik in questa storia e i due iniziano a litigare. Ahmed, il ragazzo che Alice stava cercando, è stato avvistato: anche lui si stava esaltando come Bruno e un testimone afferma che degli uomini lo hanno portato via con un furgone, di cui è riuscito a scattare una foto che consente di risalire alla targa. Alba scopre che Bruno è morto a causa di lesioni emorragiche necrotiche nella massa cerebrale, causate da qualche sostanza estranea, poi Malik fa irruzione nella clinica dove Ahmed e altri pazienti venivano usati come cavie per testare alcuni farmaci dietro pagamento: infatti anche Bruno è stato pagato per fare da cavia, ecco spiegata la vera causa della sua morte. Ahmed è sano e salvo e viene ricoverato all'ospedale, mentre Cantabella viene prosciolto da ogni accusa e può tornare in servizio. Riccardo informa Alba che è riuscito a far uscire suo padre di prigione chiedendo istanza per gli arresti domiciliari, ma studiando il caso ha scoperto che la perizia balistica sulla pistola era antecedente alla perquisizione e quindi qualcuno si è introdotto di nascosto nell'appartamento di Carlo trovando quella pistola e facendo il confronto balistico prima dell'arresto; Alba capisce che è stato Malik, sentendosi tradita dall'uomo che ama. L'episodio si conclude con Santagata che va a trovare Logarzo a casa sua. 
Carlo è tornato a casa, costretto a stare agli arresti domiciliari, mentre Alba si confronta con Malik avendo capito che è stato lui a consegnare i proiettili dell'esame balistico incriminando così suo padre, e prova solo disprezzo per lui. Malik, su esortazione della Carta, va da Ottavia e lei gli rivela che Carlo le aveva chiesto di rintracciare per lui Logarzo. Malik va dallo spacciatore a Colleverde, un attimo prima di lui era arrivato Muzo su richiesta di Carlo: trovano Logarzo privo di vita, sembrerebbe un suicidio ma è ovvio che è solo una messa in scena ed in realtà è stato assassinato. Malik chiede alla Carta la titolarità dell'indagine su Logarzo, e dopo averla ottenuta rivela a Cinzia e a Cantabella che è stato lui a condurre l'indagine su Carlo: infatti, anche se si fosse rifiutato di farlo, l'indagine sarebbe stata comunque affidata a un altro agente, pertanto aveva accettato sperando di poter salvaguardare così gli interessi di Carlo. Malik suggerisce di ripercorrere gli spostamenti di Logarzo tramite le celle telefoniche e di cercare in quelle zone delle videocamere. Fortunatamente riescono a trovare un filmato di videocamera dove si può vedere Logarzo in compagnia di Santagata seduti ad un tavolino all'aperto di un bar. Tutti ora hanno capito che è stato Santagata a uccidere lo spacciatore. Nel frattempo Alba sparisce, e Carlo va al commissariato per sapere che fine ha fatto. Santagata cerca di scappare in auto portando con sé il suo cane, ma viene rintracciato grazie al GPS sul collare dell'animale, venendo arrestato dagli agenti di pattuglia. Santagata comunque afferma di non avere nulla a che fare con la sparizione di Alba, infatti a rapirla è stato Nesti, che vuole vendetta per la morte della figlia. L'uomo la tiene prigioniera nel luogo dove la figlia venne trovata morta. Malik e Carlo vanno a salvarla, poi la polizia arresta Nesti, ma non prima che quest'ultimo spari a Malik con il suo fucile.
Malik viene portato d'urgenza all'ospedale e al suo capezzale giungono Carlo, Alba, Muzo, Cantabella, Cinzia e la madre Alice. Proprio in quel momento a Cinzia si rompono le acque, viene portata in sala parto e, mentre Cantabella le resta vicino, dà alla luce una bambina. Malik, dopo una rischiosa operazione, riesce a salvarsi. La Carta, scusandosi con Carlo per averlo ritenuto colpevole, gli dà la soddisfazione di interrogare lui personalmente Santagata. Quest'ultimo spiega con disarmante tranquillità che quando era ancora un umile ispettore collaborò con Bosca in cambio di soffiate su altri criminali e funzionari corrotti, così grazie a quell'aiuto fece carriera, e infine confessa di aver ucciso personalmente Bosca. Ma Carlo non gli crede e infatti Santagata ammette che è stata Clara a ucciderlo: Bosca esercitava su di lei un potere troppo forte, Clara amava veramente Carlo e uccise Bosca nella speranza di salvare il suo matrimonio. Santagata conferma quello che Carlo in fondo aveva sempre sospettato: Clara è ancora viva, l'ultima volta che ebbe modo di vederla lei si trovava in Francia. Santagata bonariamente chiede a Carlo di prendersi cura del suo cane. Alba ha deciso di cercare sua madre perché ha bisogno di avere delle risposte che solo lei può darle. Carlo va in spiaggia e gioca con il cane.
- Guest star: Stefano Ambrogi (Alessandro Logarzo), Paolo Gattini (Gregorio Nesti), Diego Ribon (Questore De Franchi).
- Ascolti: telespettatori 5 816 000 – share 25,8%[6].